# Herbert Drury (gimnasta)
Herbert James Christian Drury (Liverpool, Merseyside, 5 de gener de 1883 – Waterloo, Merseyside, 11 de juliol de 1936) va ser un gimnasta artístic anglès que va competir a començament del segle xx.
El 1908 va prendre part en els Jocs Olímpics de Londres, on va ser vuitè en la competició del concurs complet per equips del programa de gimnàstica.
Quatre anys més tard, als Jocs d'Estocolm, va guanyar la medalla de bronze en el concurs complet per equips del programa de gimnàstica.